# Straight Up (musikalbum av Badfinger)
Straight Up är ett musikalbum av den brittiska musikgruppen Badfinger. Det var deras tredje studioalbum och utgavs i december 1971 i Nordamerika, och i februari 1972 i Europa på skivbolaget Apple Records. Skivan producerades av George Harrison och Todd Rundgren. Albumet innehåller låten "Day After Day" som blev en hitsingel i både USA och Storbritannien. Även nästa singel "Baby Blue" blev en amerikansk hit, men gavs aldrig ut som singel i Storbritannien. Den kom däremot ut i detta format i andra europeiska länder.

## Låtlista
(kompositör inom parentes)
1. "Take It All" (Pete Ham) - 4:25
2. "Baby Blue" (Ham) - 3:37
3. "Money" (Tom Evans) - 3:29
4. "Flying" (Evans, Joey Molland) - 2:38
5. "I'd Die Babe" (Molland) - 2:33
6. "Name of the Game" (Ham) - 5:19
7. "Suitcase" (Molland) - 2:53
8. "Sweet Tuesday Morning" (Molland) - 2:31
9. "Day After Day" (Ham) - 3:09
10. "Sometimes" (Molland) - 2:56
11. "Perfection" (Ham) - 5:07
12. "It's Over" (Evans) - 3:34

## Listplaceringar
- Billboard 200, USA: #31[2]
- RPM, Kanada: #13[3]